# باول شوستر
باول شوستر (بالألمانية: Paul Schuster)‏ (و. 1930 – 2004 م) هو صحفي، وناثر، وكاتب ألماني، ولد في سيبيو، توفي عن عمر 74 عاماً.